# Carlo Boggio

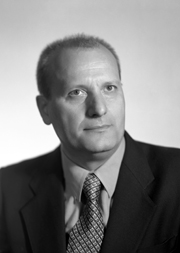
Carlo boggio

Carlo Boggio (10 de maio de 1931 - 12 de julho de 2017) foi um político italiano que serviu como prefeito de Vercelli (1970–1975) e senador por quatro legislaturas (1976–1992).